# Гредінарі (комуна, Джурджу)
Гредінарі (рум. Grădinari) — комуна у повіті Джурджу в Румунії. До складу комуни входять такі села (дані про населення за 2002 рік):
- Гредінарі (1330 осіб)
- Зоріле (1096 осіб)
- Тинтава (1375 осіб)

Комуна розташована на відстані 22 км на захід від Бухареста, 56 км на північ від Джурджу, 141 км на південь від Брашова.

## Населення
За даними перепису населення 2002 року у комуні проживала 3801 особа.
Національний склад населення комуни:
| Національність | Кількість осіб | Відсоток |
| -------------- | -------------- | -------- |
| румуни         | 3772           | 99,2%    |
| цигани         | 23             | 0,6%     |
| греки          | 3              | 0,1%     |
| угорці         | 1              | < 0,1%   |

Рідною мовою назвали:
| Мова      | Кількість осіб | Відсоток |
| --------- | -------------- | -------- |
| румунська | 3794           | 99,8%    |
| грецька   | 3              | 0,1%     |
| циганська | 2              | 0,1%     |

Склад населення комуни за віросповіданням:
| Релігія            | Кількість осіб | Відсоток |
| ------------------ | -------------- | -------- |
| православні        | 3763           | 99,0%    |
| баптисти           | 29             | 0,8%     |
| лютерани           | 3              | 0,1%     |
| п'ятдесятники      | 2              | 0,1%     |
| реформати          | 1              | < 0,1%   |
| греко-католики     | 1              | < 0,1%   |
| не вказали релігію | 2              | 0,1%     |

## Зовнішні посилання
- Дані про комуну Гредінарі на сайті Ghidul Primăriilor [Архівовано 30 вересня 2012 у Wayback Machine.]